# Ismet Hoxha
Ismet Hoxha (* 23. März 1948 in Shkodra) ist ein ehemaliger albanischer Fußballspieler und -trainer.

## Karriere
Mit 18 begann Hoxha, für die erste Mannschaft von KS Vllaznia Shkodra zu spielen. 1967 wurde er ins Militär eingezogen und spielte dann für FK Partizani Tirana, dem „Militärverein“. Bei Partizani war er in der Mannschaft mit der albanischen Fußballlegende Panajot Pano, konnte international gegen den FC Turin antreten und gewann den Albanischen Fußballpokal im Jahr 1968. 1969 kehre er ins seine Heimatstadt zu Vllaznia zurück, wo er bis 1977 spielte.
Hoxha bestritt drei Länderspiele für die albanische U21-Nationalmannschaft und schoss dabei ein Tor. 1973 absolvierte er zudem drei Einsätze für die albanische Nationalmannschaft, blieb dabei jedoch ohne Torerfolg.
Bei Vllaznia war er danach bis ins Jahr 2000 als Trainer aktiv, so für Jugendmannschaften.

## Privates
Ismet Hoxha war der Großvater von Sidni Hoxha, dem Schwimmer, der Albanien bei den Olympischen Spielen 2008, 2012 und 2016 vertrat.